# Royal Horse Guards
O Royal Regiment of Horse Guards (The Blues) (RHG) foi um regimento de cavalaria do Exército Britânico, parte da Household Cavalry.

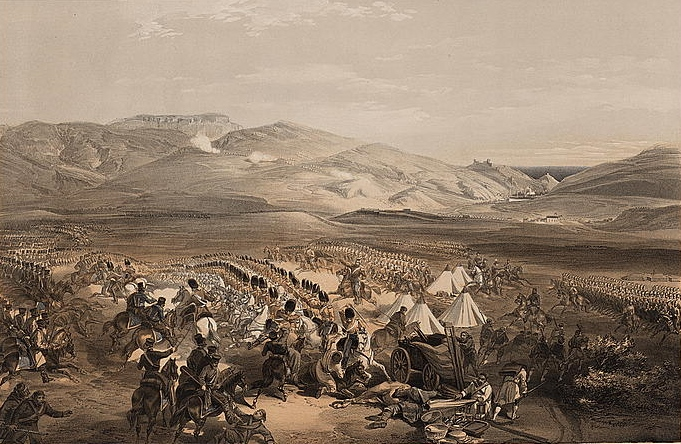
Carga da brigada de cavalaria pesada, outubro de 1854

Criado em agosto de 1650 em Newcastle upon Tyne e County Durham por Sir Arthur Haselrigge sob as ordens de Oliver Cromwell como um Regimento de Cavalos, o regimento tornou-se o Regimento do Conde de Oxford em 1660 após a Restauração do Rei Carlos II. Como, singularmente, o casaco do regimento era de cor azul na época, foi apelidado de "O Oxford Blues", do qual derivou o apelido de "Blues". Em 1750 o regimento tornou-se o Royal Horse Guards Blue e, eventualmente, em 1877, o Royal Horse Guards (The Blues).
O regimento serviu nas Guerras Revolucionárias Francesas e na Guerra Peninsular. Dois esquadrões lutaram, com distinção, na Brigada Doméstica na Batalha de Waterloo. Em 1918, o regimento serviu como 3º Batalhão, Regimento de Metralhadoras de Guardas. Durante a Segunda Guerra Mundial, o regimento fazia parte do Regimento Composto de Cavalaria Doméstica. Os Royal Horse Guards foram amalgamados com os Royal Dragoons (1º Dragoons) para formar os Blues and Royals (Royal Horse Guards e 1º Dragoons) em 1969.